# 마이크와 데이브는 데이트 상대가 필요해
《마이크와 데이브는 데이트 상대가 필요해》(Mike and Dave Need Wedding Dates)는 2016년 공개된 미국의 코미디 영화이다. 제이크 시맨스키가 감독, 앤드루 J. 코언, 브렌던 오브라이언이 각본을 맡았다. 잭 에프론, 애나 켄드릭, 애덤 더바인, 오브리 플라자가 출연했다. 이 영화는 2013년 2월 실제 형제가 사촌의 결혼식을 위해 크레이그리스트에 광고를 올린 것과, 후에 책으로 간행된 《Mike and Dave Need Wedding Dates: and A Thousand Cocktails》를 원작으로 한다.

## 출연
- 잭 에프론 - 데이비드 "데이브" 스탱글 역
- 애나 켄드릭 - 앨리스 역
- 애덤 더바인 - 마이클 "마이크" 스탱글 역
- 오브리 플라자 - 타티아나 역
- 스티븐 루트 - 버트 스탱글 역
- 스테퍼니 패러시 - 로지 스탱글 역
- 슈거 린 비어드 - 지니 스탱글 역
- 샘 리처드슨 - 에릭 역
- 앨리스 웨털런드 - 사촌 테리 역
- 메리 홀랜드 - 베키 역